# Stazione di Ponte Brolla (1907)
La stazione di Ponte Brolla (spesso è chiamata Ponte Brolla LPB) delle Ferrovie Autolinee Regionali Ticinesi (FART) è stata una stazione ferroviaria passante della ferrovia Locarno-Ponte Brolla-Bignasco ("Valmaggina").

## Storia
La stazione venne inaugurata nel 1907 insieme alla ferrovia Locarno-Bignasco. Continuò il suo esercizio fino al 1923, quando venne sostituita dall'attuale stazione inaugurata nello stesso anno, in occasione dell'apertura della Centovalli.

## Strutture e impianti

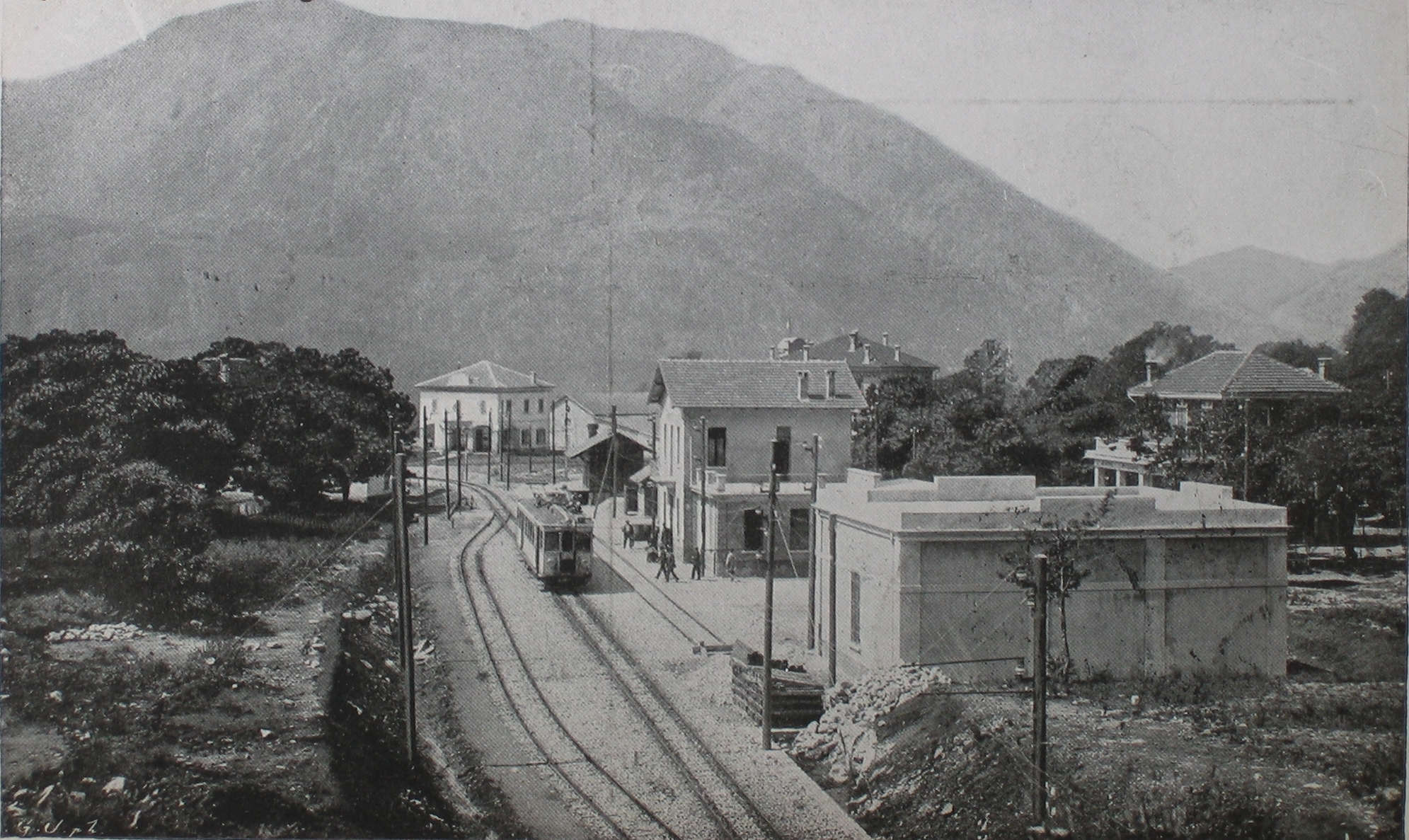
la stazione nel periodo tra il 1907 e il 1923

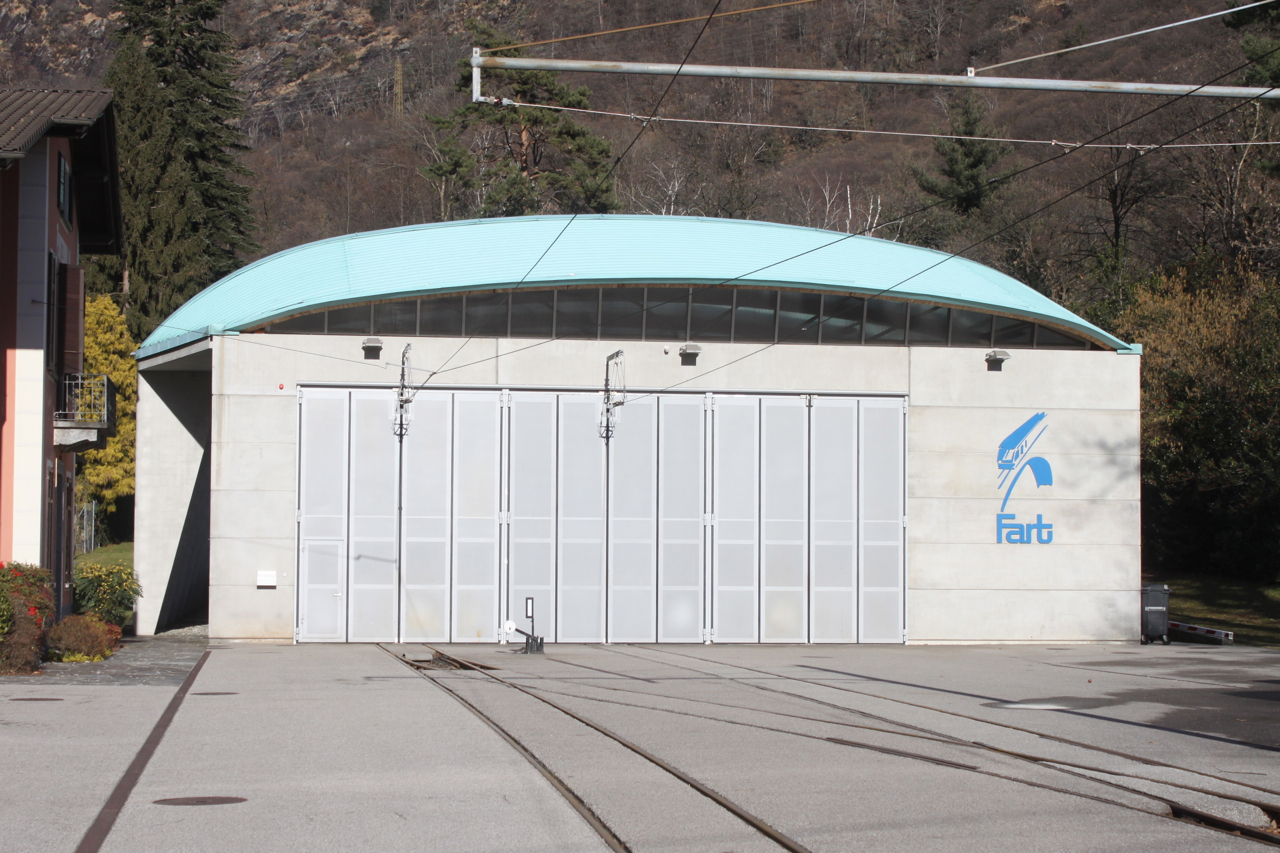
Il deposito-officina di Ponte Brolla, dietro al quale la ferrovia della Vallemaggia imboccava una breve galleria.

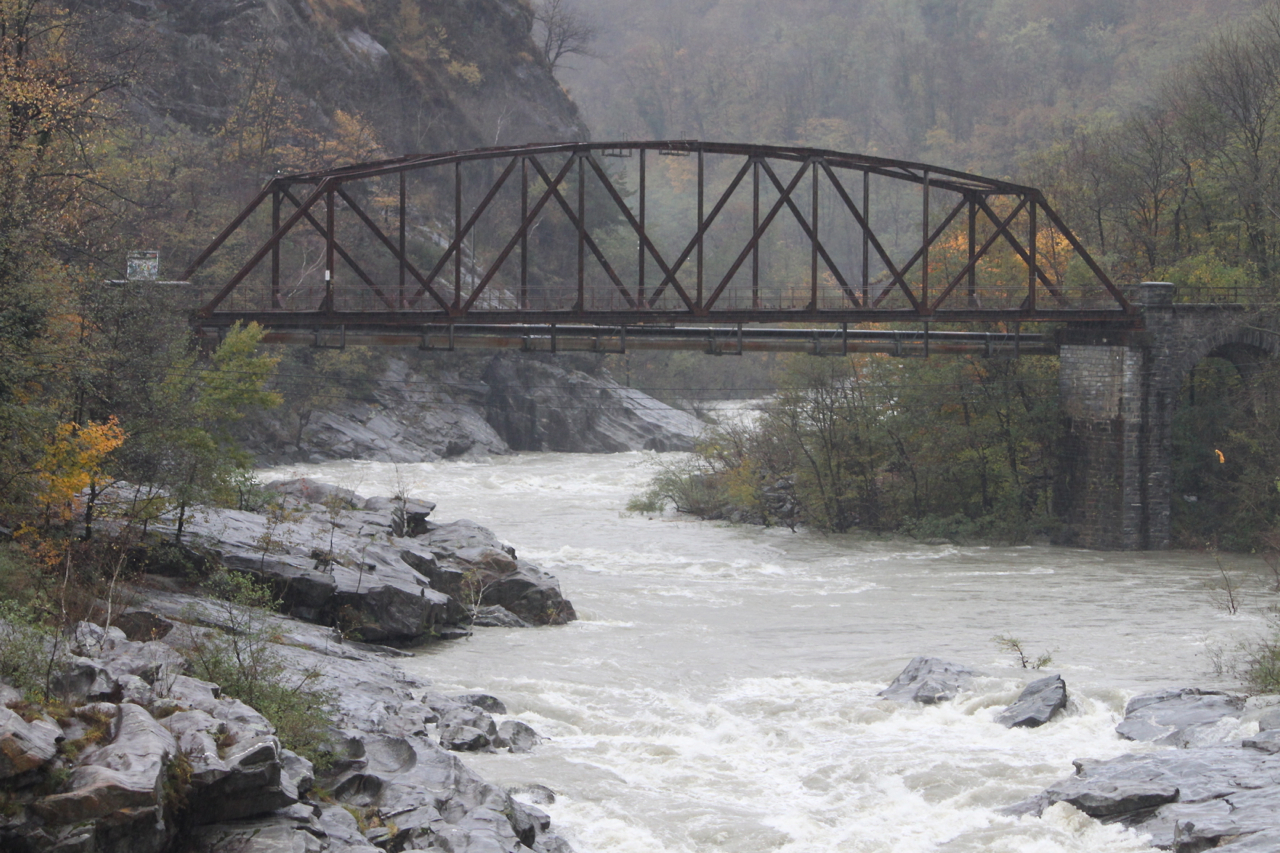
Ponte sul Maggia ricostruito nel 1951 posta dopo la galleria.

La stazione era dotata di tre binari e un fabbricato viaggiatori posta sulla sponda destra della Maggia in territorio di Tegna. Con l'apertura della ferrovia delle Centovalli avvenuta nel 1923 e della nuova stazione comune posta sulla sponda sinistra della Maggia in territorio di Solduno. Fino al 1987 un binario di collegamento permetteva di immettersi dalla stazione della LPB sulla ferrovia delle Centovalli (in direzione di Camedo; e viceversa) senza dover effettuare una inversione di marcia nella stazione comune.
Al 2017 rimane il fabbricato e i tre binari. Sul sedime della stazione sorge il deposito-officina delle FART, inaugurato il 3 ottobre 2003; esso ha inglobato anche la trincea e la galleria poste immediatamente a nord della stazione e il ponte sul Maggia (ricostruito nel 1951) della linea per Bignasco.

## Movimento
La stazione è servita dai treni regionali della linea Locarno-Bignasco.